# Tarsia
Tarsia község (comune) Olaszország Calabria régiójában, Cosenza megyében.

## Fekvése
A megye központi részén fekszik, a Crati völgyében. Határai: Bisignano, Corigliano Calabro, Roggiano Gravina, San Demetrio Corone, San Lorenzo del Vallo, San Marco Argentano, Santa Sofia d’Epiro, Spezzano Albanese és Terranova da Sibari.

## Története
A települést a 11. században alapította egy cosenzai normann nemesi család. A történészek szerint az ókori Taurasia városa helyén épült fel.

## Népessége
A népesség számának alakulása:

## Főbb látnivalói
- Santa Maria del Seggio-templom
- Santi Pietro e Paolo-templom
- Santa Maria di Camigliano-apátság